# Yolande de Bretagne
Pour les articles homonymes, voir Yolande de Dreux.
Yolande de Bretagne ou Yolande de Dreux (1218-15 octobre 1272), dame du Pallet (1236-1272), Gometz-le-Châtel (1250-1272), comtesse de Penthièvre (1236-1263),, puis dame de la Fère-en-Tardenois, Chilly et Longjumeau (1263-1272), est une princesse bretonne du XIIIe siècle. Elle est issue, par son père, de la maison capétienne de Dreux et descend du roi de France, Louis VI le Gros (1081-1137).
En 1226, à l'âge de sept ans, elle est promise au roi Henri III d'Angleterre (1207-1272) mais se marie finalement au demi-frère de celui-ci, Hugues XI le Brun (v. 1221-1250), héritier de la maison de Lusignan en Poitou. Par ce mariage, elle devient comtesse d'Angoulême (1246-1250), comtesse de la Marche et dame de Lusignan (1249-1250).

## Biographie

### Famille
Yolande est la fille unique d'Alix de Thouars (1200-1221), duchesse de Bretagne et comtesse de Richmond (1203-1221) en Angleterre et de Pierre de Dreux dit Mauclerc (v. 1187-1250). Yolande a deux frères : l'aîné, Jean le Roux (1217-1286), devient duc de Bretagne sous le nom de Jean Ier à la mort de sa mère en 1221. Le benjamin, Arthur naît en 1220 mais ne vit que jusqu'en 1224. Les grands-parents paternels de Yolande sont Robert II dit le Jeune (v. 1154-1218), comte de Dreux (1184-1218), et Yolande de Coucy (1164-1222) ; ses grands-parents maternels sont Constance de Bretagne (v. 1161-1201), duchesse de Bretagne (1166-1201) et comtesse de Richmond (1171-1201) et Guy de Thouars (♰ 1213), cadet de la maison de Thouars.
| - Yolande de Bretagne (1218-1272). - Alix de Thouars (1200-1221). - Pierre Mauclerc (v. 1187-1250). - Jean Ier de Bretagne (1217-1286). |

Yolande a également un demi-frère, Olivier de Braine (v. 1231-18 déc. 1279), fils de la seconde épouse de Pierre Mauclerc, Marguerite de Montaigu, dame de La Garnache et de Commequiers puis de Machecoul (1188/90-ap. 1241), ou plus vraisemblablement d'une inconnue dénommée Nicole (♰ 6 fév. 1232), simple maîtresse ou épouse dont on ignore l'origine. Olivier de Braine hérite de la seigneurie de Machecoul, des châtellenies de Montaigu et de La Garnache, devient Olivier Ier de Machecoul et fonde le rameau familial de Machecoul.

#### Homonyme
Yolande est la nièce d'une autre Yolande de Dreux (1216-26 janv. 1239), seconde épouse de Raoul II d'Exoudun (v. 1207-1246), comte d'Eu (1244-1246), de la maison de Lusignan, cousin de son beau-père, Hugues X de Lusignan (v. 1182-1249).

#### Anthroponyme
Yolande porte le prénom de sa grand-mère paternelle, Yolande de Coucy (1164-1222).

### Alliances, apanage et héritage
Le dimanche 13 avril 1236, Thibaut IV, comte de Champagne, roi de Navarre, Hugues X, comte de la Marche, Isabelle, comtesse d'Angoulême, et Pierre Mauclerc signent une alliance,. La même année, Yolande épouse Hugues XI le Brun (v. 1221-1250). À l'occasion de son mariage, elle reçoit en dot la seigneurie du Pallet, et le comté de Penthièvre,, à l'exception de Jugon,, confisqué en 1213 à Henri Ier d'Avaugour,,.
En 1250, au décès de son père, Yolande hérite de la seigneurie de Gometz-le-Châtel.
En 1263, son frère Jean Ier le Roux reprend possession du comté de Penthièvre et l'échange avec les seigneuries de la Fère-en-Tardenois (Champagne), de Chilly et de Longjumeau (Île-de-France).

### Décès et sépulture
Yolande de Dreux meurt au Château de Bouteville le 15 octobre 1272. Elle est inhumée en compagnie de sa mère dans l'abbaye Notre-Dame de Villeneuve près de Nantes. Le tombeau, de cuivre doré et émaillé, portait l'épitaphe de Yolande autour de son gisant :
« Ici se trouve Yolande, noble fille de Pierre de Braine, duc des Bretons, que couvre cette lourde plaque brillante. Le comté s'illustra de <celle qui fut> la fleur du territoire de la Marche. Elle brûla d'amour magnifique pour le Seigneur. Elle était mesurée dans ses richesses, savante, amie de la piété, constante, généreuse, pudique de corps et d'esprit, douce, féconde en vertus, agréable par sa voix, pure en tout, patiente, éloquente dans ses discours. Que sainte Marie, pieuse Mère de Dieu, brillante étoile du jour, persuade Dieu de lui préparer un lieu de repos. Le dimanche après la fête de saint Denis [15 octobre] est morte dame Yolande, comtesse de la Marche et d'Angoulême, en l'an du Seigneur 1272. »

## Fiançailles
Yolande héritière potentielle de son frère et du duché de Bretagne jusqu'à la naissance de son neveu, le futur Jean II de Bretagne en 1239, fut fiancée à de nombreuses reprises à de grands seigneurs :

### 1225:HenriIIId'Angleterre
Par le traité signé entre son père et le roi d'Angleterre en 1225, Yolande est promise, à l'âge de sept ans, à Henri III d'Angleterre (1207-1272). Par une lettre datée du 19 octobre 1226, le roi confirme ses fiançailles avec Jolentam filiam Petri ducis Brittanniae et comitis Richemundiae. Le roi d'Angleterre promet à Pierre Mauclerc de l'aider contre tous ses ennemis sur le continent et de lui restituer le comté de Richemont.
Le mariage n'eut pas lieu à cause de l'opposition de la France et à la suite du traité de Vendôme, en mars 1227, Yolande est confiée à la garde de cinq seigneurs de son entourage : Philippe Hurepel, fils de Philippe Auguste, ses oncles Robert III de Dreux et Henri de Braine, archevêque de Reims, son cousin Enguerrand III de Coucy et Mathieu II de Montmorency, connétable de France. Henri III qui ne pouvait se résoudre à cet échec intervient encore auprès de Pierre Mauclerc le 20 juillet 1232 avant d'épouser finalement Éléonore de Provence en 1236.

### 1227: Jean de France
Des secondes fiançailles ont lieu en mars 1227 lors du traité de Vendôme sous l'égide de la régente Blanche de Castille. Yolande est alors promise à Jean de France, fils du roi Louis VIII de France, futur comte apanagé d'Anjou et du Maine. Yolande est alors dotée de Brie, de Champtoceaux, et des territoires que son père pourrait acquérir en Anjou. Pierre Mauclerc reçoit l'administration d'Angers, de Baugé et de Beaufort et se fait donner les forteresses de Saint-James du Beuvron, La Perrière et Bellême. De plus, en cas de décès du duc Jean le Roux, Jean de France et Yolande ne pourraient lui succéder tant que Pierre Mauclerc est en vie. Les fiançailles sont rompues peu de temps avant la mort, à l'âge de 13 ans, de Jean en 1232.

### 1231:ThibaultIVde Champagne
Les troisièmes fiançailles ont lieu en 1231. Yolande est promise à Thibaut IV de Champagne (1201-1253), comte de Champagne (1201-1253) et roi de Navarre (1234-1253), veuf depuis le 11 juillet 1231. Comme ce fut le cas lors des fiançailles précédentes, le mariage n'est pas prononcé, après l'intervention de Blanche de Castille auprès du pape Grégoire IX qui interdit l'union pour « cause de parenté » le 24 avril 1232. L'alliance entre la Bretagne et la Champagne est toutefois scellée par le mariage en janvier 1236 de son frère le futur duc Jean Ier avec Blanche de Champagne, fille et héritière de Thibaut IV.
Elle est l'objet d'une chanson du comte Thibaut IV de Champagne, débat entre le comte et un certain Robert, où Thibaut regrette le projet de mariage avec « un si lointaing baron ». Le trouvère décrit son visage comme très pâle : « Il veut marier sa fille/ Dont le visage est si pur/ Que l'on pourrait s'y mirer ! »

## Mariage et descendance

### 1236:HuguesXIle Brun
En janvier 1236, à l'âge de 18 ans, Yolande se marie finalement avec Hugues XI le Brun (v. 1221-1250) de la maison de Lusignan, fils du comte de la Marche, Hugues X de Lusignan, et d'Isabelle Taillefer, comtesse d'Angoulême et veuve de Jean sans Terre. Son mari est également le frère utérin de son premier fiancé, Henri III d'Angleterre, lui aussi fils d'Isabelle d'Angoulême. Hugues XI le Brun succède à sa mère en 1246, en tant que comte d'Angoulême et à son père en 1249, en tant que comte de la Marche.

### Postérité
De cette union naissent six enfants :
- Isabelle de Lusignan ou Isabelle de la Marche[38] (av. 1239-18 fév. ap. 1314), dame de Marcillac (ap. 1256-1304), Commequiers et Beauvoir (ap. 1263-ap. 1314). Elle épouse, vers 1251, en premières noces Geoffroy VI de Rancon dit le Jeune (av. 1241-1263), seigneur de Taillebourg. Veuve, elle épouse en secondes noces (entre 1263 et 1267) Maurice III de Montaigu (av. 1225-1274), seigneur de Belleville, de La Garnache et de Montaigu[39],[40] ;
- Hugues XII de Lusignan (av. 1241-ap. 25 août 1270), comte de la Marche et d'Angoulême, marié le 29 janvier 1254 à Jeanne de Fougères (av. 1242-ap. 1273), dame de Fougères et de Porhoët avec qui il a six enfants connus. Il décède lors de la huitième croisade ;
- Alix de Lusignan (av. 1241-1290), mariée en 1253 à Gilbert II de Clare (1243-1295), 7e comte de Gloucester et comte de Hertford avec qui elle a deux filles ;
- Marie de Lusignan (1242-ap. 1266) fiancée à l'âge de sept ans, à Westminster en 1249, à Robert III de Ferrières[41] (1240-1279), 6e comte de Derby. La présence de Marie en Angleterre, où elle demeure en attendant d'avoir l'âge de se marier, est attestée en 1254[42],[43]. Son union avec Robert III reste sans postérité ;
- Guy de Lusignan ou Guy de la Marche[38] (v. 1243-août 1310/août 1311), seigneur de Couhé, Peyrat (av. 1271-août 1310/août 1311)), La Fère-en-Tardenois (1272-1298), puis de Frontenay (1298-août 1310/août 1311)[44] ;
- Yolande de Lusignan ou Yolande de la Marche[45],[46] (av. 1250-10 nov. 1306), mariée à Pierre Ier (?-ap. oct. 1294), seigneur de Préaux, de la Maison de Préaux en Normandie[47],[39].

Le 6 avril 1250, son époux est tué lors de la septième croisade pendant la bataille de Fariskur en Égypte. Yolande de Dreux devient alors régente des fiefs de la Marche et d'Angoulême au nom de son fils Hugues XII de Lusignan entre 1250 et 1257.

## Sceaux et armoiries

### Sceau [1247-1250]
Avers : Navette, 70 × 50 mm,,,,,,,,.

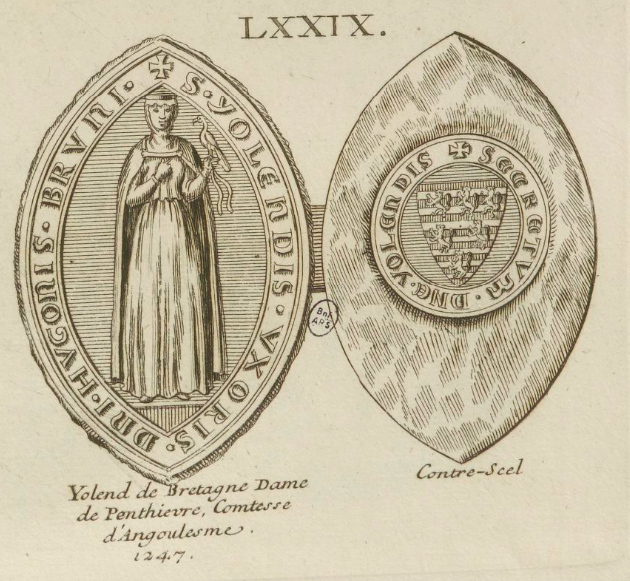
Sceau et contre-sceau de Yolande de Bretagne, d'après un dessin de Pierre-Hyacinthe Morice du XVIII.

Description : Dame debout, de face, la tête couverte d'un touret. Sa robe longue est serrée à la taille par une ceinture. Elle porte un manteau non fourré qu'elle retient par la main droite. Sur sa main gauche se trouve un oiseau avec des cordons qui pendent de ses pattes.
Légende : ✠ S • YOLENDIS • VXORIS • DNI • HVGONIS • BRVNI •
Légende transcrite : Sigillum Yolendis, uxoris domini Hugonis Bruni
Contre-sceau : Rond, 32 mm,,,,,,,,.
Description : Écu burelé de dix-sept pièces, chargé de six lions passants posés en orle.
Légende : ✠ SECRETVM • DNE YOLENDIS •
Légende transcrite : Secretum domine Yolendis

### Sceau [1259]

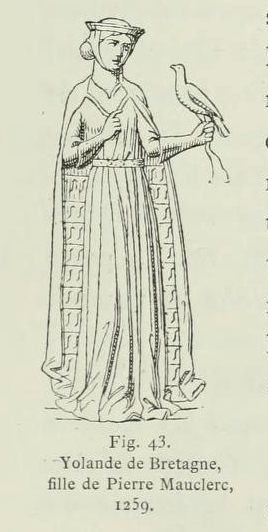
Dessin représentant Yolande de Bretagne, d'après l'empreinte d'un sceau de 1259.

Yolande de Bretagne change de sceau, probablement après la mort de son époux, Hugues XI le Brun, en 1250. Ce sceau la dit "fille de Pierre comte de Bretagne". Le contre sceau qui y est apposé est un nouveau sceau du secret aux armes parties Dreux / Lusignan plein.
Avers : Navette, 72 mm,,,,.
Description : Dame debout, légèrement de trois quarts à gauche ; voile et guimpe encadrant le visage ; robe longue à plis, serrée à la taille ; manteau vairé ; gantée ; la main droite à l’attache du manteau tenue de l’index et du pouce ; portant un grand oiseau muni de ses jets sur le poing gauche.
Légende : ✠ S' • HYOLENDIS • FILIE • P • COMITIS • BRITANNIE
Légende transcrite : Sigillum Hyolendis, filie Petri, comitis Britannie
Contre-sceau : Rond, 35 mm,,,,.
Description : Écu parti d'un échiqueté au franc quartier d'hermines, et d'un burelé.
Légende : ✠ SECRETVM MEVM
Légende transcrite : Secretum meum

### Armoiries [1247-1250]
| Blason | Blasonnement : Écu burelé d'argent et d'azur de quinze pièces, chargé de six lions de gueules posés en orle Commentaires : Blason de Yolande de Bretagne, épouse d'Hugues le Brun, d'après les empreintes d'un contre-sceau entre 1247 et 1250. |

Références,,,,,,,,

### Armoiries [1259]
Yolande de Bretagne choisit de faire figurer le blason de son père à dextre plutôt qu'à sénestre, contrairement à l'usage. Elle fait donc le choix de valoriser son lignage d'origine. Cela correspond à la légende de son nouveau sceau qui la présente comme fille de Pierre, comte de Bretagne, plutôt que comme épouse de son mari (décédé) dans son ancien sceau.
| Blason | Blasonnement : Écu mi-parti échiqueté d'or et d'azur, au franc-quartier d'hermine et d'un burelé d'argent et d'azur de dix pièces Commentaires : Blason de Yolande de Bretagne, fille de Pierre comte de Bretagne, d'après l'empreinte d'un contre-sceau de 1259. |

Références,,,,

## Sources et bibliographie

### Sources épigraphiques
- « Sorinières (Les), anciennes abbaye de Villeneuve - Tombeau d'Alix de Thouars et de Yolande de Bretagne », Côtes-d’Armor, Finistère, Ille-et-Vilaine, Morbihan (région Bretagne), Loire-Atlantique et Vendée (région Pays de la Loire), éd. Vincent Debiais, dir. Cécile Treffort, vol. 23, Corpus des inscriptions de la France médiévale, Paris, CNRS Editions, 2008, p. 110-112. [lire en ligne]

### Sources sigillographiques
- SIGILLA : base numérique des sceaux conservés en France, « Yolande de Bretagne », sur sigilla.irht.cnrs.fr, Cnrs / IRHT. [lire en ligne]
- Sigillographie du Poitou jusqu'en 1515 : étude d'histoire provinciale sur les institutions, les arts et la civilisation d'après les sceaux, éd. François Eygun, Poitiers, Société des Antiquaires de l'ouest, 1938, no 423, p. 219 et pl. XIII.